# Апрезов, Несипбай
Несипбай Апрезов (1909 год, аул Аламесек — 1996 год) — рисовод, звеньевой колхоза имени Ленинского комсомола Казахстана Джалагашского района Кызыл-Ординской области, Казахская ССР. Герой Социалистического Труда (1972).
Родился в 1909 году в ауле Аламесек. С 1931 года работал в колхозе «Жанадария» Длагашского района. Участвовал в Великой Отечественной войне. После демобилизации возвратился в родной колхоз. С 1949 по 1967 год трудился в колхозе «Теренозек» Акарыкского района.
С 1967 года возглавлял рисоводческого звено в колхозе имени Ленинского комсомола Джалагашского района. Звено ежегодно перевыполняла план по выращиванию риса, собирая в среднем по 75 — 110,7 центнеров риса с каждого гектара. За эти выдающиеся трудовые достижения был удостоен в 1972 году звания Героя Социалистического Труда.
Участвовал во Всесоюзной выставке ВДНХ, где получил золотую медаль.
Награды
- Герой Социалистического Труда — указом Президиума Верховного Совета СССР 13 декабря 1972 года
- Орден Ленина
- Орден Трудового Красного Знамени